# メルセデス・ベンツ・SLC

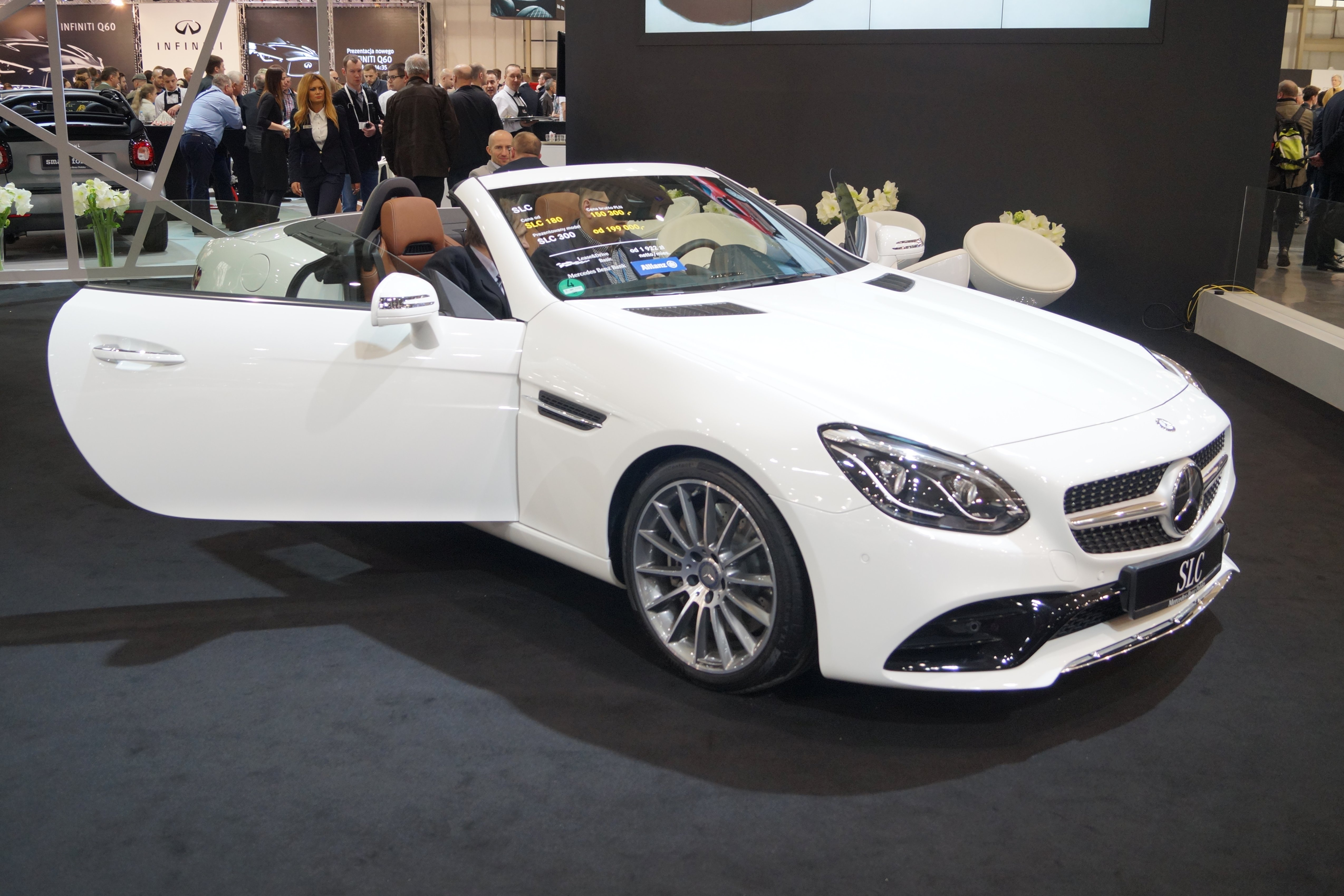
SLC 300

メルセデス・ベンツ・SLC（Mercedes-Benz SLC）は、ドイツの自動車メーカーであるメルセデス・ベンツ・グループがメルセデス・ベンツブランドで展開していた二人乗りのクーペカブリオレタイプのスポーツカーである。

## 概要
Cクラスベースの二人乗りライトウェイトスポーツカーとして発表された。先代モデルとなるSLKや、上位モデルのSLと同様に電動格納ルーフ「バリオルーフ」を採用している。また、季節や天候に左右される事なく開放感を味わえる「マジックスカイコントロール パラノミックバリオルーフ」を採用するモデルも選択可能であった。
SLKからSLCへの名称変更は、メルセデス・ベンツのセダン「Sクラス」、「Eクラス」、「Cクラス」を基軸とした車名変更に基づくものからである。かつて存在した、3代目SLベースの4人乗りクーペ「SLC」と同一の名称だが、両車に直接の関係はない。

## 初代 (2016年-2020年) R172型
2015年、SLKの大幅改良モデルとして発表された。
エクステリアに、新デザインのフロントバンパー、ヘッドライト、リアバンパー、リアコンビネーションランプを採用。インテリアには新型スポーツステアリングホイール、インストゥルメントパネル、4.1インチのスクリーンインフォテインメントシステムを採用した。
電動リトラクタブルハードトップは、最大40km/hまで開閉可能である。オプションパッケージとして「Night Package」を設定し「メルセデスAMG SLC 43」を含めた全モデルで選択可能とした。ハイグロスブラックのクロームグリル、フロントスプリッター、デュフューザー、ブラッククロームのエキゾーストパイプ、ハイグロスブラック塗装18インチAMGホイールを採用する。
なお、従来設定のあった55 AMGは消滅し、メルセデスAMG 43に置き換わった。

### 日本での販売
2016年6月2日、大幅改良（フェイスリスフト）を行ってSLCに改名し、発売を開始した。ラインナップは「SLC 180」・「SLC 180 Sports」・「SLC 200 Sports」・「メルセデスAMG SLC 43」の4種類が用意される。なお、「メルセデスAMG SLC 43」のみ、6月中旬頃より納車が開始される。
2017年6月19日、特別仕様車「RedArt Edition（レッドアート エディション）」を発売。「SLC 180 Sports」、「メルセデスAMG SLC 43」をベースに、共通装備として、外観はフロントスポイラーリップ、サイドエアアウトレットフィン、リアディフューザートリムにレッドアクセントパーツを採用し、内装はレッドパイピングを施したナッパレザーシート（「メルセデスAMG SLC 43 RedArt Edition」はナッパフルレザー仕様）、カーボンパターンエンボス入レザー仕様で「SLC REDART EDITION」ステッチを施したヘッドレスト、カーボンパターンエンボスを入れたナッパレザー仕様のステアリング（「メルセデスAMG SLC 43 RedArt Edition」はAMGパフォーマンスステアリング）を採用。そのほか、「SLC 180 RedArt Edition」は外観に専用18インチAMGマルチスポークアルミホイールを装備し、「SLC REDART EDITION」サイドエンブレムを装着。シャーシはフロントのブレーキ・キャリパーとドリルドベンチレーティッドディスクにレットペイントを施し、内装はインテリアトリムにカーボンデザインのアルミニウムを施した。装備面ではエアスカーフとダイレクトセレクトレバー（カーボンパターンエンボス入レザー）を装備した。「メルセデスAMG SLC 43 RedArt Edition」は外観には専用ハイグロスブラックペイント18インチAMG10スポークアルミホイール、シャーシにはAMGレッドブレーキ・キャリパーとAMG RIDE CONTROLスポーツサスペンション、内装にはAMGカーボンインテリアトリム、機能面ではAMG E-SELECTレバー（AMGエンボス入）をそれぞれ装備した。同年8月31日までの期間限定受注となる。
2018年6月12日、「メルセデスAMG SLC 43」がマイナーチェンジ。搭載する276M30エンジンの最大出力が367hpから385hpへ引き上げられたほか、先進運転支援システム（ADAS）をさらに充実した。
2019年6月28日、最後の特別仕様車となる「SLC Final Edition」が発表・発売された。日本仕様では「SLC 180 Sports」と「メルセデスAMG SLC 43」をベースに、共通でボディカラーに初代SLKに設定されていた「イエローストーン」のオマージュカラーとなる「サンイエロー（有償オプション）」が特別設定（「SLC 180 Sports」では他に4色も設定）され、アルミホイールはグレードで異なるブラックペイント18インチAMG 5スポークアルミホイール（「SLC 180 Sports」はハイグロス、「メルセデスAMG SLC 43」はマット）を採用。内装は専用のブラックとシルバーパールの2トーンカラーのナッパレザーシートを採用した。そのほか、「SLC 180 Sports Final Edition」には、AMGスポーツステアリングやパークトロニック（パーキングガイダンス機能付）などを特別装備し、スイッチ操作でルーフトップの透過率を瞬時に変更可能なマジックスカイコントロールパノラミックバリオルーフをオプション設定。「メルセデスAMG SLC 43 Final Edition」にはAMG RIDE CONTROLスポーツサスペンションが特別装備される。

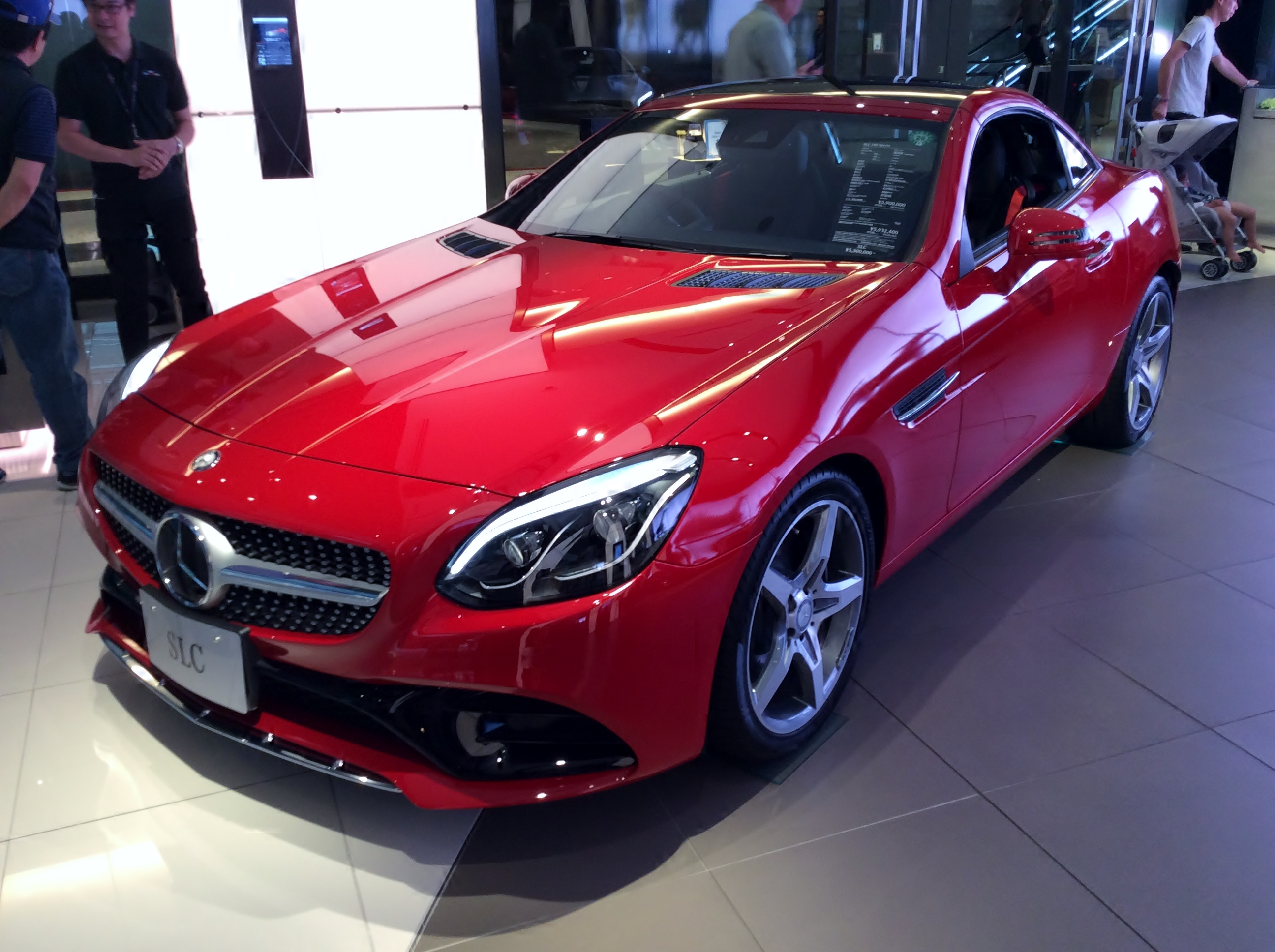
フロント（ヒヤシンスレッド）
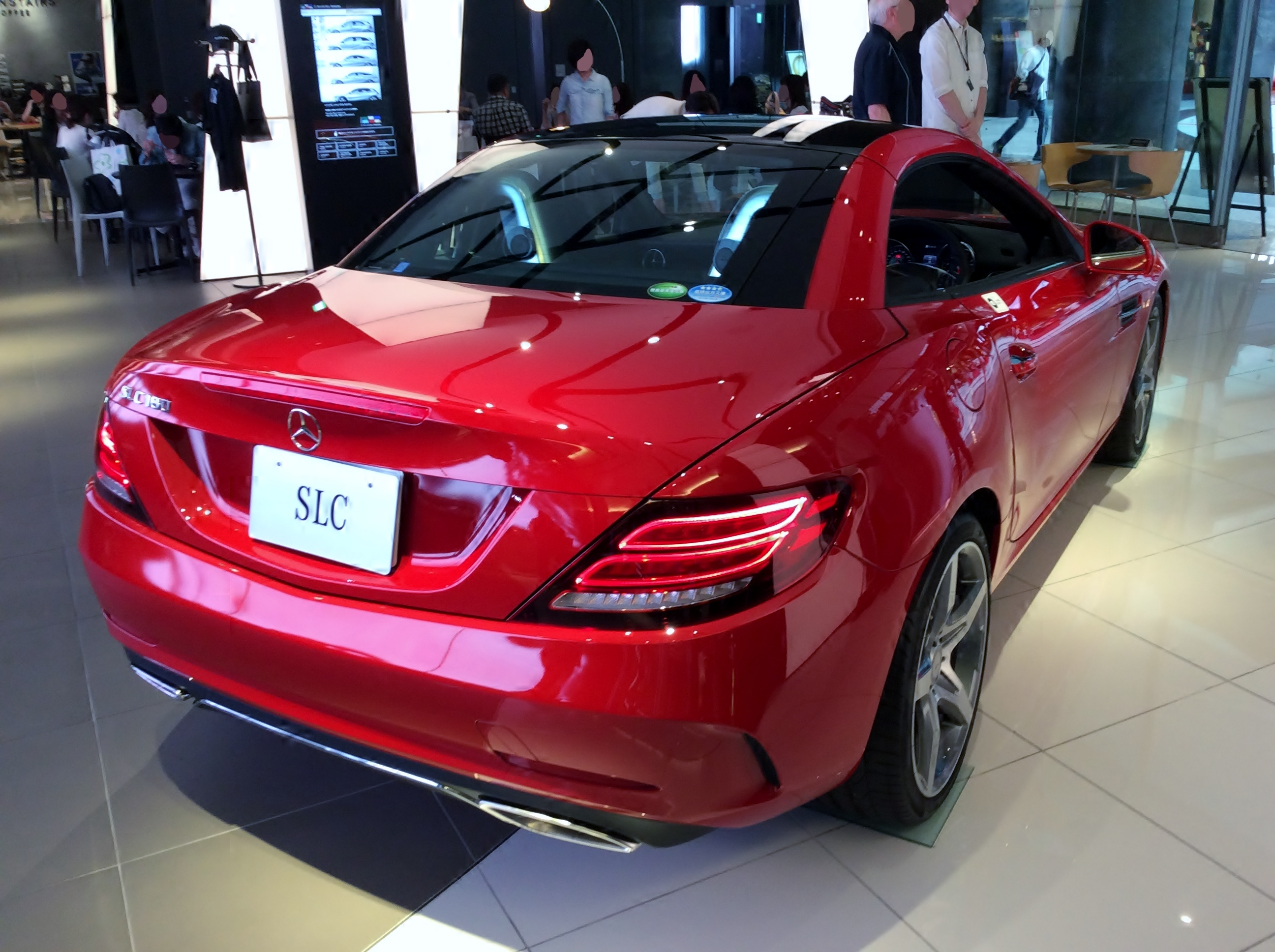
同　リア